# Siegfried Mureșan
Siegfried Mureșan (ur. 20 września 1981 w Hunedoarze) – rumuński polityk, ekonomista i doradca polityczny, deputowany do Parlamentu Europejskiego VIII, IX i X kadencji.

## Życiorys
Absolwent Akademii Studiów Ekonomicznych w Bukareszcie oraz Uniwersytetu Humboldtów w Berlinie. Pracował jako asystent przewodniczącego komisji spraw europejskich w niemieckim Bundestagu (2006–2009) oraz eurodeputowanej Moniki Macovei (2009–2011). Następnie został zatrudniony jako starszy doradca w Europejskiej Partii Ludowej.
W 2014 z ramienia Partii Ruchu Ludowego uzyskał mandat deputowanego do PE VIII kadencji. W 2018 przeszedł do Partii Narodowo-Liberalnej. Z powodzeniem ubiegał się o reelekcję w wyborach europejskich w 2019 i 2024.